# توني ميتشيل (عازف قيثارة)
توني ميتشيل (بالإنجليزية: Tony Mitchell)‏ هو عازف قيثارة أسترالي، ولد في 5 سبتمبر 1951.

## وصلات خارجية
- توني ميتشيل على موقع ميوزك برينز (الإنجليزية)
- توني ميتشيل على موقع ديسكوغز (الإنجليزية)